# Baja Alsacia

Escudo de la Baja Alsacia, adoptado por el Bajo Rin

La Baja Alsacia (en alsaciano Underelsàss) es la parte septentrional de Alsacia, correspondiente aproximadamente al departamento actual del Bajo Rin. Junto con la Alta Alsacia es una de las subdivisiones históricas de Alsacia. 
Este nombre, o su equivalente alemán (Unterelsass) fue utilizado durante el Sacro Impere Romano Germánico y bajo el Antiguo Régimen entre 1648 y 1789. Bajo el Imperio alemán, en el que se integró Alsacia-Lorena de 1870 a 1918, formó un bezirk (distrito), a la cabeza del cual se  encontraba un bezirkspräsident, equivalente al prefecto francés. Su capital es Estrasburgo.
Ciudades principales:
- Haguenau
- Saverne
- Sélestat
- Estrasburgo
- Wissembourg

La bandera de la Baja Alsacia es roja barrada de blanco y guarnida de parte a parte por encajes blancos. De su unión con la bandera de la Alta Alsacia surgió la bandera de la región de Alsacia.

## Historia
9 de agosto de 1680: Los señores de Alsacia son obligados a reconocer la soberanía del rey de Francia (política de las Reuniones).
- Datos: Q108569812